# Giraltovce
Giraltovce (hongrois : Girált) est une ville de la région de Prešov en Slovaquie, dans la région historique de Šariš. Sa population est de 4166.

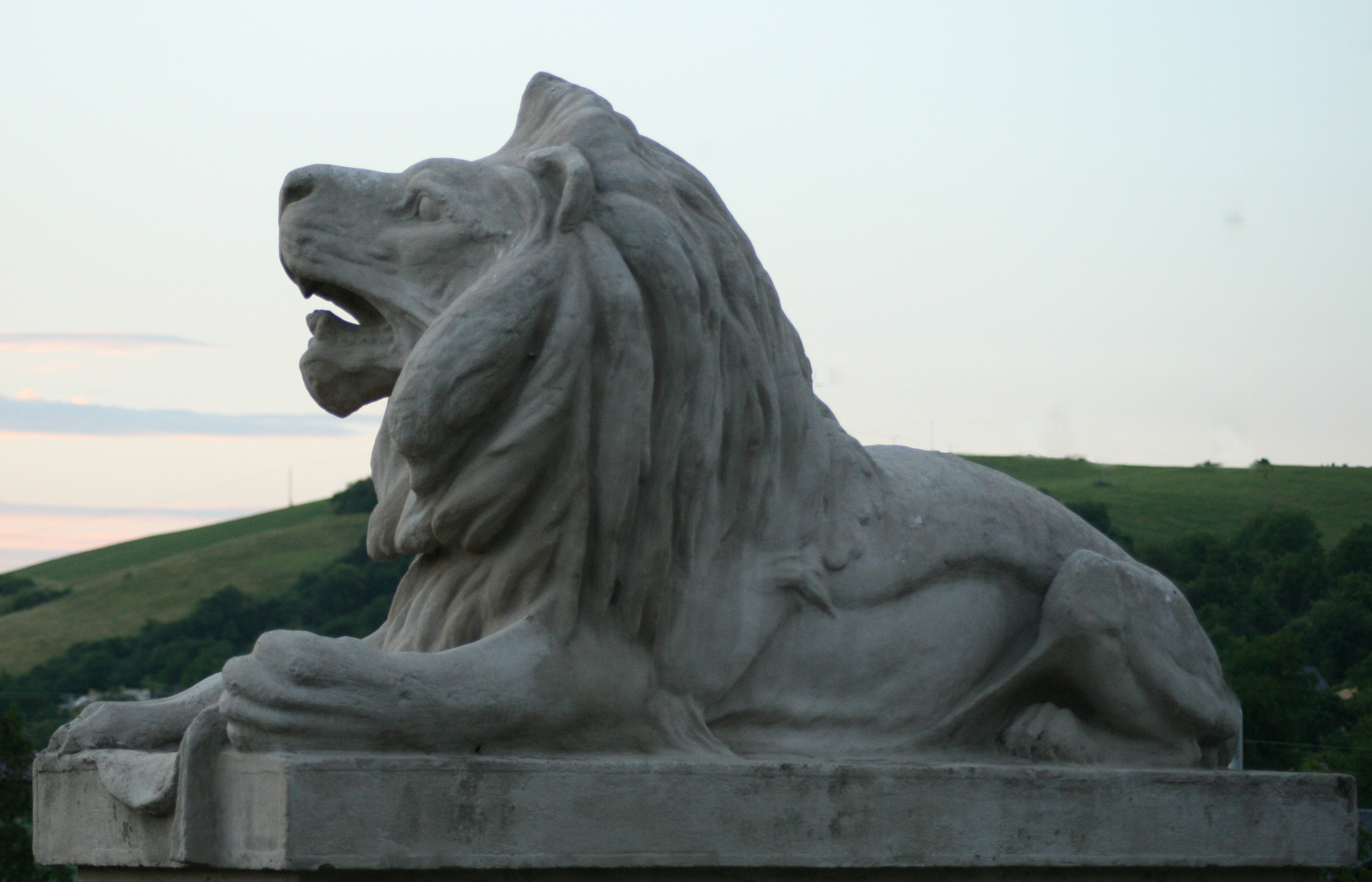
Monument de la première guerre mondiale

## Histoire
Première mention écrite de la ville en 1427.

## Démographie

### Évolution de la population
| Année:               | 1994. | 2004.   | 2014.   | 2024.   |
| -------------------- | ----- | ------- | ------- | ------- |
| Nombre de personnes: | 4220  | 4186    | 4148    | 3958    |
| Différence:          |       | -0,80 % | -0,90 % | -4,58 % |

| Année:               | 2023. | 2024.   |
| -------------------- | ----- | ------- |
| Nombre de personnes: | 3997  | 3958    |
| Différence:          |       | -0,97 % |